# ZAMU Award
De ZAMU Award was een Vlaamse muziekonderscheiding die jaarlijks werd uitgereikt door de, inmiddels ontbonden, Vlaamse vereniging van ZAngers en MUzikanten ZAMU. De ZAMU Award werd voor het eerst uitgereikt in 1994. Na de ontbinding van ZAMU werd de prijsuitreiking verder georganiseerd door Muziekcentrum Vlaanderen.
De stemgerechtigden zijn Vlaamse zangers en muzikanten (de voormalige ZAMU-leden) en vakmensen (producers, managers, journalisten e.d.). Voor de prijs "beste song" kan iedere muziekliefhebber meestemmen via de website.
Eind oktober 2007 werd beslist dat de ZAMU Awards vervangen zouden worden door een nieuwe Vlaamse muziekprijs. Volgens de VRT moest de kijker meer inspraak krijgen in de keuze van de winnaars. Een maand later werd bekendgemaakt dat de MIA's de ZAMU Awards zouden vervangen.
Hieronder worden de winnaars van de categorie "Album of cd" vernoemd en van de "Lifetime achievement" als bekroning voor een hele carrière.

## Album of cd
- 1994 - Worst Case Scenario (dEUS)
- 1995 - Everyday I Wear a Greasy Black Feather on my Hat (Moondog Jr.)
- 1996 - In A Bar, Under The Sea (dEUS)
- 1997 - Lotti Goes Classics 3 (Helmut Lotti)
- 1998 - ???
- 1999 - Out of Africa (Helmut Lotti)
- 2000 - Novastar (Novastar)
- 2001 - Ocharme ik (Flip Kowlier)
- 2002 - Jacky Cane (Hooverphonic)
- 2003 - Admiral Freebee (Admiral Freebee)
- 2004 - Victory (Daan)
- 2005 - Pocket Revolution (dEUS)
- 2006 - Wild Dreams of New Beginnings (Admiral Freebee)

## Lifetime achievement
In 1994 werd dit nog "meest opmerkelijke carrière" genoemd.
- 1994 - Toots Thielemans
- 1995 - Wannes Van de Velde
- 1996 - Will Tura
- 1997 - Arno
- 1998 - Roland Van Campenhout
- 1999 - Rocco Granata
- 2000 - Willem Vermandere
- 2001 - Philip Catherine
- 2002 - Adamo
- 2003 - Johan Verminnen
- 2004 - Raymond van het Groenewoud
- 2005 - Dani Klein
- 2006 - Bobbejaan Schoepen